# Declaración de Independencia de Filipinas
La Declaración de Independencia de Filipinas ocurrió el 12 de junio de 1898 en las Filipinas, cuando las fuerzas revolucionarias filipinas, bajo el general Emilio Aguinaldo (quien más tarde se convertiría en el primer presidente republicano de las Filipinas), proclamaron la soberanía y la independencia de las Filipinas del dominio colonial de España, después de que ésta fuera derrotada en la Batalla de Cavite, durante la Guerra hispano-estadounidense.
La declaración, sin embargo, no fue reconocida por los Estados Unidos o España, cuando el gobierno español traspasó las Filipinas a los Estados Unidos en el Tratado de París de 1898, con motivo de una indemnización por gastos y activos perdidos.
Aunque las Filipinas celebraron su primer Día de la Independencia el 12 de junio de 1898, su independencia no fue reconocida por los Estados Unidos hasta el 4 de julio de 1946. Después de aquella fecha, el Día de la Independencia fue observado el 4 de julio hasta que, en nombre del nacionalismo y bajo el consejo de historiadores, el presidente Diosdado Macapagal firmó el Acta de República № 4166 en la ley del 4 de agosto de 1964, designando el 12 de junio que había sido observado hasta entonces como "Día de Bandera", como "el Día de la Independencia" del país.

## Antecedentes

### Historia

#### Independencia de España
El acontecimiento fue conducido por Emilio Aguinaldo el 12 de junio de 1898. La bandera de Filipinas, que fue hecha en Hong Kong por Marcela Agoncillo, su hija Lorenza y Delfina Herbosa de Natividad, fue utilizada por primera vez en esa ocasión. Ese también fue el lugar donde el Himno Nacional Filipino, creado por Julián Felipe, fue interpretado por primera vez, por la banda de San Francisco de Malabon. La canción fue tocada con el nombre de Marcha Filipina Magdalo, pero más tarde fue renombrada como Marcha Nacional Filipina.

## El día de la Proclamación

La representación de la bandera que se planteó durante la declaración de independencia. Esta fue la base de la bandera que en la actualidad es utilizada en Filipinas.

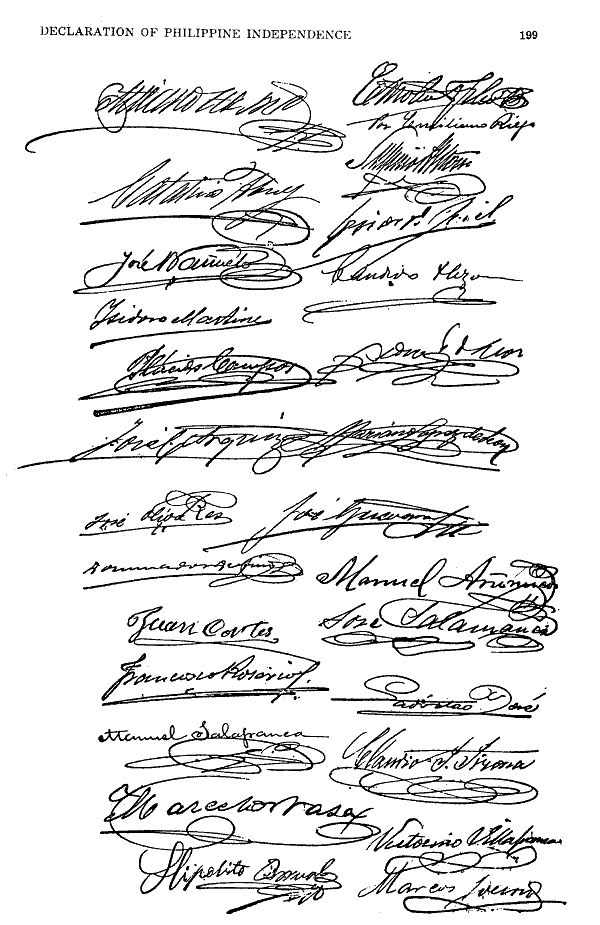
26, de las 98 firmas de la declaración.

La declaración, bajo la forma de una proclamación, fue realizada en presencia de una enorme multitud, el 12 de junio de 1898 delante de la casa ancestral del General Emilio Aguinaldo entre las cuatro y cinco de la tarde en Cavite el Viejo (ahora Kawit), Cavite, a unos 30 kilómetros al sur de Manila. En el evento se vio la izada de la Bandera de Filipinas, hecha en Hong Kong por las Señoras Marcela Agoncillo, Lorenza Agoncillo y Delfina Herboza, y la ejecución de la Marcha filipina (ahora llamada Lupang Hinirang en tagalog), como Himno Nacional que fue compuesto por Julián Felipe y tocado por la banda de guerra de San Francisco de Malabón.
El Acta de la Declaración de Independencia fue preparado y escrito por Ambrosio Rianzares Bautista en español, quien también leyó dicha declaración. Un trozo de la Declaración recuerda a algún párrafo de la Declaración de Independencia de los Estados Unidos. La Declaración de Filipinas fue firmada por noventa y ocho personas, entre ellos un oficial de la armada estadounidense que presenció el evento. La proclamación de la Independencia de Filipinas fue, aun así, promulgada el 1 de agosto, cuando muchas poblaciones ya habían sido organizadas bajo las reglas impuestas por el gobierno dictatorial del General Aguinaldo. El último párrafo dice que había un «extranjero», el Sr. LM Johnson; al que se describe como un «ciudadano de los E.U., un Coronel de Artillería».
La Declaración del 12 de junio fue modificada más tarde mediante otra Declaración realizada en Malolos, Bucalan, debido a la insistencia de Apolinario Mabini, quien expresó sus objeciones ante la Declaración de Independencia original que, en esencia, situaba a las Filipinas bajo la protección de los Estados Unidos de América.

### Dominio estadounidense
Tras la guerra hispano-estadounidense de 1898, Filipinas quedó en poder de los Estados Unidos. Aguinaldo, jefe del movimiento nacionalista, fue derrotado por el nuevo ejército de ocupación. En 1900 el dominio estadounidense quedaba asegurado.
Pero la voluntad de independencia no cedió, y en 1912 Woodrow Wilson dispuso las primeras medidas destinadas a otorgar autonomía a la isla. Desde 1912, el movimiento de resistencia civil se hizo intenso y se desató una tenaz tendencia antiestadounidense. En 1934, por decisión de Franklin D. Roosevelt, Filipinas pasó de colonia a dominio y se eligió una Asamblea Nacional y un presidente, Manuel Quezón. Las relaciones exteriores y la defensa del archipiélago quedaban en manos de EE. UU., que mantenía bases y controlaba la economía. EE. UU. prometió conceder la independencia absoluta a partir de 1946.

### Dominio japonés
Al sobrevenir la lucha en el pacífico, durante la Segunda Guerra Mundial, los japoneses ocuparon el archipiélago (1941-1942) y formaron un gobierno títere. El 14 de octubre de 1943 concedieron la independencia a las Filipinas.

### Reconquista estadounidense e independencia
En 1944 comenzó la reconquista estadounidense, que finalizó en 1945 bajo el mando de Mac Arthur. Mac Arthur entregó el gobierno a Sergio Osmeña, en 1946 fue elegido presidente Manuel Acuña Rojas y el 4 de julio fue proclamada la nueva independencia.Diccionario enciclopédico Quillet 4. Argentina: Editorial Argentina Arístides Quillet. 1967. p. 112. OCLC 7704136. 
La Bandera Oficial de la República de las Filipinas. Las Filipinas celebraron su Día de la Independencia cada 4 de julio, el día del año 1946 en que los Estados Unidos concedieron la independencia a la nación, hasta 1962, cuando el presidente Diosdado Macapagal firmó la Proclamación Presidencial número 28, trasladando la celebración oficial al 12 de junio, el día del año 1898 en que Emilio Aguinaldo declaró la independencia nacional de España.

## Filipinas en la actualidad
El 12 de junio de 1998, la nación celebró su año centenario de independencia de España. Las celebraciones fueron sostenidas simultáneamente a escala nacional por el entonces presidente Fidel V. Ramos y comunidades filipinas por todo el mundo. Una comisión fue establecida para dicho acontecimiento, la Comisión Centenaria Nacional encabezada por el antiguo Vicepresidente Salvador Laurel presidió todos los acontecimientos por todo el país. Uno de los proyectos principales de la comisión era la Exposición Pilipino, un magnífico escaparate del crecimiento de las Filipinas como una nación durante los 100 años pasados, localizados en Clark Special Zona Económica (antes Base Aérea Clark) en la Ciudad Angeles, Pampanga.

## Texto delActa de la proclamación de independencia del pueblo Filipino
- Wikisource contiene obras originales de o sobre Acta de la proclamación de independencia del pueblo Filipino.

El Acta de la proclamación de independencia del pueblo Filipino se encuentra en la Biblioteca Nacional de Filipinas.

## Día de la Independencia de Filipinas
El Día de la Independencia de Filipinas (Filipino:Araw ng Kasarinlan, Araw ng Kalayaan), que conmemora la declaración de independencia de España efectuada el 12 de junio de 1898, es un día feriado nacional en Filipinas.